# Lyla Pinch Brock
Pour les articles homonymes, voir Brock.
Lyla Pinch Brock est une égyptologue, Archéologiearchéologue canadienne spécialisée en épigraphie, qui vit et travaille en Égypte.
Elle participe à deux importants projets, « Tell Borg Project » et « Theban Mapping Project » pour le compte du Musée royal de l'Ontario.
Lors d'une fouille de la tombe KV55 in 1993, Lyla Pinch Brock découvre un ostracon peint d'une partie du plan originel de la tombe.
Elle est également responsable des fouilles de la tombe thébaine TT120 où repose Âanen, le beau-frère du pharaon Amenhotep III.

## Publications
- En coauteur avec Zahi Hawass, trois volumes d'un total de 1693 pages, actes du huitième congrès international des égyptologues tenu en 2000. Parmi les contributeurs, on note John Baines, Antonio Loprieno, William Joseph Murnane, Aly Radwan, Donald Bruce Redford, Edna Russmann, Helmut Satzinger, Regine Schulz, W. Kelly Simpson, Hourig Sourouzian, Herman te Velde, Kent Weeks.
  - Egyptology at the Dawn of the Twenty-First Century Volume I, Le Caire, American University in Cairo Press, 2003, 581 p. (ISBN 978-977-424-674-6, lire en ligne) ;
  - Egyptology at the Dawn of the Twenty-First Century Volume II, Le Caire, American University in Cairo Press, 2003, 1693 p. (ISBN 978-977-424-714-9, lire en ligne) ;
  - Egyptology at the Dawn of the Twenty-First Century Volume III, Le Caire, American University in Cairo Press, 2003, 1693 p. (ISBN 978-977-424-715-6, lire en ligne) ;